# Mainland (Shetland)
La isla Mainland (en inglés: Mainland, que en español significa literalmente «tierra principal» en relación con las islas más pequeñas próximas, véase mainland sobre el uso del término) es la isla principal del archipiélago de las islas Shetland, Escocia. La isla contiene el único burgh (una división administrativa formal de Escocia) de Shetland, Lerwick, y es el centro del ferry y las conexiones aéreas de las Shetland.
Tiene una superficie de 970 km² —siendo por superficie la tercera mayor isla escocesa y la quinta más grande de las islas británicas, después de Gran Bretaña, Irlanda, Lewis y Harris y Skye. En 2001 vivían en ella 17 552 residentes.
La isla se puede dividir en cuatro secciones:
- La larga península del sur (South Mainland), al sur de Lerwick, que tiene una mezcla de páramos y tierras de cultivo y en la que hay muchos sitios arqueológicos importantes. Las principales localidades son Bigton, Sandwick, Scalloway y Sumburgh.

- la parte central (Central Mainland), que tiene más tierras de cultivo y algunas plantaciones forestales.

- la parte occidental (West Mainland), en la que están  Aith y  Walls.

- la parte septentrional (North Mainland), en particular la gran península de Northmavine, conectada al resto de la isla por un estrecho istmo en Mavis Grind, que es la parte más virgen, con muchos páramos y acantilados costeros. En esta parte está la ensenada de Sullom Voe, en donde está la terminal gasística Sullom Voe Terminal, en la que trabajan buena parte de los isleños. En esta parte septentrional las principales localidades son Brae, Roe Norte y Vidlin.